# Выходный
Выходный — поселок в Бугурусланском районе Оренбургской области в составе Пилюгинского сельсовета.

## География
Находится на расстоянии примерно 24 километров по прямой на юг от центра города Бугуруслан.

## История
Поселок основан в 1922 году как поселение артели «Выходное».

## Население
Население в 2002 году составляло 168 человек (русские — 64%), по переписи 2010 года — 143 человека.